# Füleki vár
A füleki vár (szlovákul Fiľakovský hrad, németül Burg Fileck) egy egykori vulkán lekopott bazaltperemére épült középkori erődítmény Szlovákiában, Fülek város közepén. A sasfészek Nógrád legjelentősebb műemléke.

## Története
Az első írásos emlék a füleki várról 1242. február 2-ából származik. Birtokosai között találjuk Hartwig lovagot (1283), Egyed mestert, trencséni Csák Mátét (1311–1321), Fónyi Balázst (1322-től) vagy Kónyát 1354-től.
1483-ban Mátyás király hadserege Lábatlan András parancsnok vezetésével bevette (a várúr, Perényi a harcok során megszökött). A várat 1490-ben II. Ulászló király Ráskai Balázs tárnokmester (Ráskai Gáspár apja) gondjaira bízta.

### Középkor
Történészek szerint a 12. században a mai vár helyén már fából készült erődítmény állt, a várat úgy emlegetik, mint amelyik átvészelte a tatárjárást (mai helyesírásra átírva):
…Vártuk az egyház és a Szentatya segítségét, hogy a dunai átkelőkön szembe találjuk magunkat Krisztus nevének ellenségeivel. Végül a Duna befagyott és szabad utat kaptak felénk. Rossz szándékkal átjöttek a Dunán, hogy tökéletesítsék az ördög művét. De mi sokan voltunk fölfegyverezve és meghúztuk magunkat Esztergomban, Győrben,…, a másik oldalon pedig Pozsonyban, Nyitrán, Komáromban, Füleken és más erődítményekben.
Egy 1246. január 10-én kelt királyi oklevélben szerepel először Fülek, annak kapcsán, hogy a várat és tartozékait IV. Béla elkobozza akkori garázdálkodó urától, a Kacsics nemzetségbeli Folkustól (Fulkó), s odaajándékozza a Pok nemzetségből származó Móricnak. Fulkó a tatárjárás idején haranggal csalogatta magához a tatárok elől menekülőket, akiket aztán kirabolt és megölt. Tény, hogy meggyilkolta a rokonát is, amiért aztán a király (istenítéletként) párbajra ítélte, de barátai közbenjárására kegyelmet kapott. Ennek ellenére folytatta a gaztetteit; hamis pénzt veretett, a királyt sértegette stb., aki mindezt megelégelve arra ítélte, hogy meztelenül párbajozzon egy harcossal. Fulkó azonban a börtöntársával megölte az őröket és megszökött. Magányosan élt, amíg öngyilkosságot nem követett el.
A vár alatti települést 1255-ben említik a források, 1262-ben már anyaegyháza is volt. Fülek 1423-ban városi privilégiumot kapott. A várat a fent említett urak birtokolják, míg 1453-ban Zsigmond király a Perényieknek adta bérbe. 1438-ban Erzsébet királynő tulajdonában volt, aki 1440-ben védelmi célokra megerősíttette. 1483-ban a vár akkori főkapitánya, Perényi Miklós ellen Mátyás király hadat küldött, amivel bevette a már erődítménnyé emelt várat (a környék lakosai kértek segítséget a királytól, mivel Perényi rablólovag módjára fosztogatta és sanyargatta a környék lakóit). Mátyás halála után, 1490-ben a vár vezetését Ráskai Balázsra bízták.
A középkori Fülek – a vár és a város – volt a királyé, a királynőé, Csák Mátéé, volt királyi adomány és zálogbirtok, például a Perényieké, akiktől Mátyás király erővel vette vissza. Mohács után megnőtt Fülek jelentősége. Akkori ura, Bebek Ferenc megerősítette a várat, de 1554-ben a török elfoglalta és 39 évig innen sarcolta a környék falvait, sőt, a bányavárosokat is, amelyeknek kapuja Fülek volt.

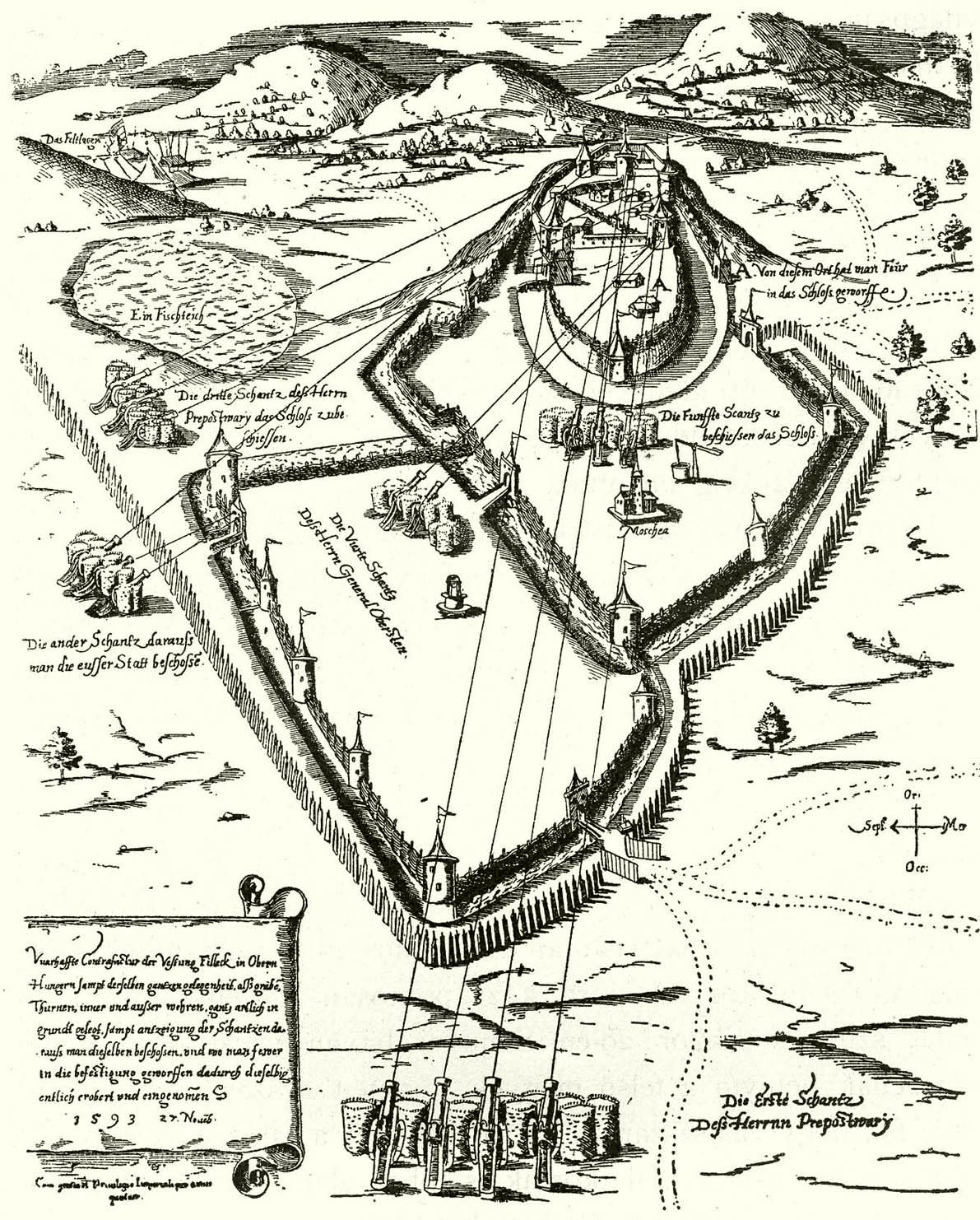
Az 1593-as csata

Ráskai Balázs lányát Bebek Ferenc vette feleségül és nászajándékba a várat kapta. Bebek gondoskodott a várról és az olasz Alessandro da Vedano tervei alapján egy erős katonai erődítménnyé építtette át 1551-ben. A régi vár egy középső várrésszel és két új, ötszögalapú bástyával, valamint egy 6 méter vastag fallal bővült, amelyben ágyúkat helyeztek el. Továbbá hozzáépítettek egy falat – amely körülvette az egész várat – két kör alakú bástyával, amelyeknek feladatuk az volt, hogy védelmezzék a vár alsó és középső területeit. Ez a két bástya 10 m mély árokkal volt körülvéve és csapóhídon keresztül lehetett bejutni a várba, amit végül a törökök – árulással – 1554. június 16-án mégis bevettek.

### A török hódoltság alatt
A törökök az elfoglalt területet az Oszmán Birodalomhoz csatolták. Az ostrom után a hódítók megerősítették a várfalakat, s Szokoli Musztafa vezetése alatt minaretet, virágos- és zöldséges kerteket, a karavánoknak istállókat, üzleteket, műhelyeket emeltek, valamint tökéletesítették a vízvezetéket és a kutakat. 1556–57-ben a várban 49 janicsár, 177 lovaskatona és 89 „aszab” (gyalogos katona) tartózkodott.
Ezek az adatok az 1568–69-es évekre sem sokat változtak, azzal a kivétellel, hogy 56 ágyúst (topcsi) is kiképeztek. 1554–1593 között 10 bég váltotta egymást: Kara Hamza (1556-ig), Velidzsan (1562–1564), Arszlán (1564), Mehmed (1575), Has(s)zán (1576), Mahmud (1579), Korkud (1579-1590), Ali (1591) és Juszuf (1593).
Fülek hosszú időre a török alaptábora lett. Fennmaradt minden levél, amit Kara Hamza, a fekete bég 1556. április 14-én a Zólyom-környéki falvaknak küldött. Részlet egy ilyen levélből:
Nektek városiaknak, akik a zólyomi vár alatt éltek írom és parancsolom, hogy döntsétek el, hogy fogtok-e adót fizetni vagy sem. Mert ha nem akartok, akkor tudjátok meg, hogy leigázom és porrá égetem városotokat, benneteket pedig rabszolgaságra ítéllek. Jól jegyezzétek meg, milyen közel voltam a városotokhoz és mennyi zólyomi katonának vettem a fejét…
Értelemszerűen, a falvak inkább kifizették az adót. A törökök 1562-ben nyomultak be Murány környékére. Ferhard Haszán bég leigázta Krasznahorka és Miskolc környékét is. Amikor 1580-ban a dobsinaiak nem voltak hajlandók adót fizetni, a bég martalócaival 1584. október 14-én kirabolta, majd fölégette a várost és 350 embert elhurcolt, akiket a füleki nyilvános piacon, 2000 keresztény között adtak el rabszolgának nemre és korra való tekintet nélkül.
Fokozatosan foglalták el a környező várakat. Habár Várgede ellenállt egy darabig (1560), de úgy mint Füleken, a törökök ott is azt az időt használták ki, amikor a legkevesebben voltak a várban (1571). Már 1566-ban elfoglalták Hajnácskő várát, Várgedének se maradt más választása, minthogy megadja magát. Viszont ebből a várból nem volt semmi hasznuk a törököknek, úgyhogy lerombolták. A salgói várat még 1554-ben elfoglalták, nem sokkal a füleki ostrom után. Egyedül a somoskői vár maradt szabad még 22 éven keresztül, csak 1576-ban a várkapitány, Modolóczi Miklós adta föl rövid csata után.

### A felszabadítás

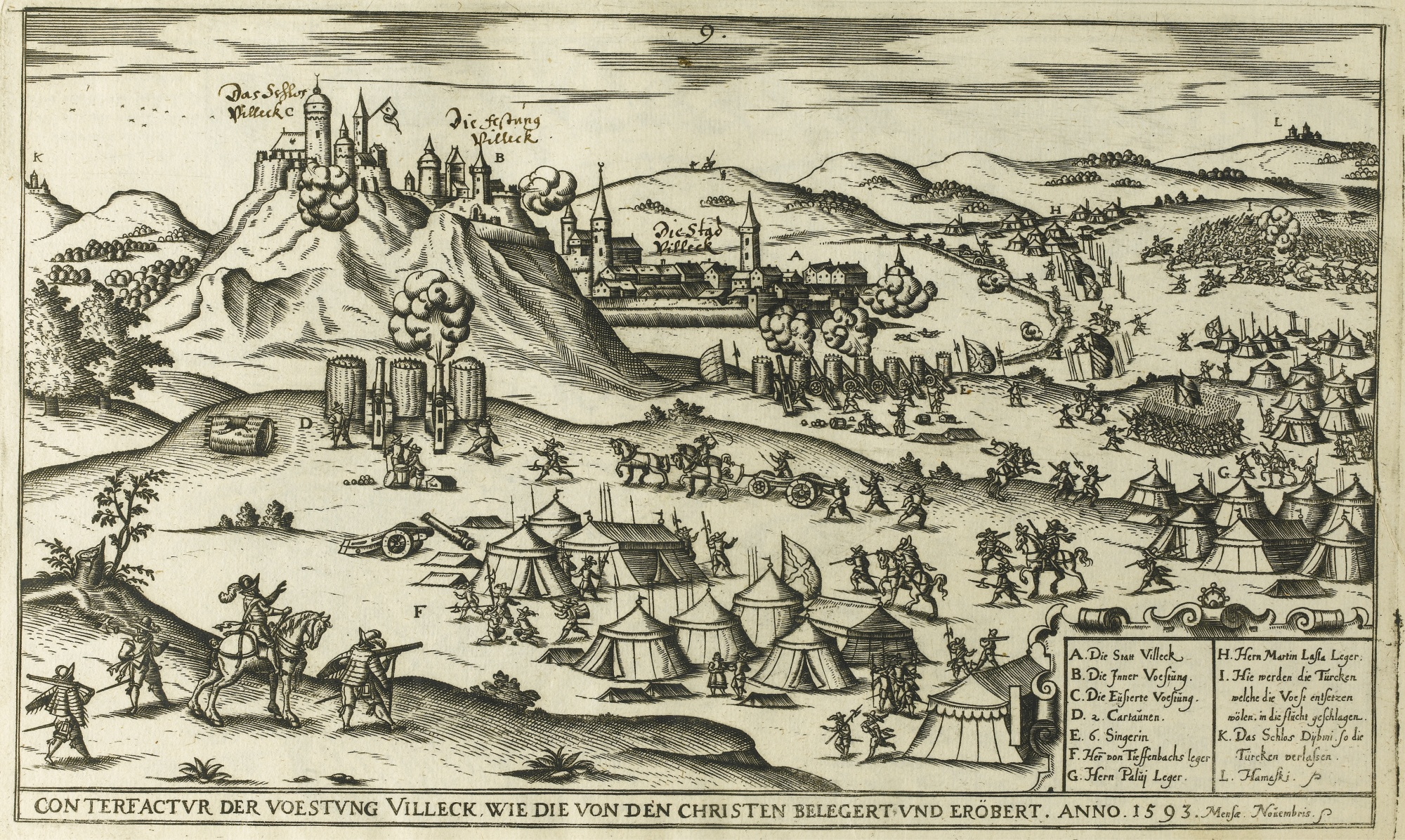
Fülek visszavétele 1593-ban

A vidék nemesei által támogatott császári hadsereg 1593-ban szánta el magát az ellencsapásra, azt is csak azért, mert az Oszmán Birodalom főereje más térségekbe volt koncentrálva. 1593. november 10-én Tieffenbach Kristóf vezetésével a császári hadsereget Fülekre helyezték. November 24-re pedig Pálffy Miklós 7000 katonával sietett a sereg megsegítésére, megint csak azt az alkalmat kihasználva, amikor nem volt jelen a vár kapitánya, Ofressus. Ekkor 4000 keresztény katona megtámadta a várat. A törökök csak nagy nehézségek árán tudtak ellenállni, de végül 1593. november 27-én visszahúzódtak a vár fölső részébe, ahol is megadták magukat. Ezek után 300 török család maradt még önszántából a vár körül. Kisebb alakulatok minden nehézség nélkül fölszabadították még a salgói és a somosi várat is.

### A Habsburg Birodalom részeként
A vár fölszabadítása után, 1598-ban Sorényi Mihály, 1599-ben pedig Honorius Tonhauser volt a várkapitány.
A 17. század Fülek fénykora. Ebben az időben politikai és katonai fellegvárnak számított. Ide menekültek a nemesek a veszélyeztetett területekről. Itt üléseztek Heves, Pest, Szolnok és Csongrád vármegye elöljárói. Nemcsak Nógrád, hanem a szomszédos hódoltsági területek székhelye, stratégiai fontosságú királyi végvár is volt ekkor. A Habsburg-uralom ideje alatt mindennaposak voltak az egyes érdekcsoportok közötti viszályok, harcok, mégpedig Bocskai István (1557–1606), Bethlen Gábor (1580–1629) és I. Rákóczi György (1593–1648) között.
1604-ben a császári hadsereg megpróbálta kiszorítani Bocskait a Felvidék keleti részéről. A felkelők egyik ága Rhédey Ferenc (füleki várkapitány, az angol királyi családba beházasodott Clodina őse) vezetésével elfoglalta Gömört és Kishontot, majd 1604 decemberében beért a füleki vár alá. Csakhogy a várat jól fölfegyverzett katonák őrizték, úgyhogy a felkelők továbbmentek Krupina és Besztercebánya felé. 1605 márciusában a janicsárokkal együtt visszatértek elfoglalni Füleket. A felkelés visszaszorításával 1607-től Bosnyák Tamás volt megbízva. 1615. május 4-én szörnyű tűz pusztította el a várat és a várost, de 1619-re helyre tudták állítani.
1619 szeptemberében Bethlen Gábor felkelése idején a várost újra elfoglalták, ám belső viszályok miatt a császári hadsereg Szécsi György segítségével újra visszafoglalta Füleket és Szécsényt. Az akkori várkapitány – aki egyébként maga is Bethlen követője volt – segített bevenni a várat 1621. április 9-én, a király részére. Egy nappal ezután meghalt és helyét Rhédey vette át.
Bethlen még próbálkozott a füleki, valamint az érsekújvári vár bevételével (10 000 katonával), de végül föladta tervét. II. Ferdinánd király újra Bosnyákot tette meg kapitánynak és 1630-tól a vár tulajdonosa Bosnyák Judit lesz. Fülek, mint Nógrád központja ezekben az időkben élte a virágkorát. Evangélikus gimnáziumot alapítanak, fejlesztik a kézművességet és az ipart. Egy közeli dombon (Vöröskőn) és Őrhegyen megfigyelő bástyákat emelnek, Losonc irányába. A városban több nagyobb építmény állt: a monumentális evangélikus templom két harangtoronnyal és parókiával, a római katolikus templom kolostorral, két török építmény és két közfürdő, iskolák és a mai gimnáziumnak otthont adó kastély, valamint további emeletes házak.
A vár alatt működő evangélikus gimnáziumot 1645-ben, Rákóczi György hadjáratai idején helyezték át Osgyánba. Valósághű makettet készített 1670-ben egy francia mérnök, Johann le Dentu a városról.
Ezen építmények többsége 1682-re nem maradt fenn. I. Rákóczi György felkelése idején az akkori várkapitány, Wesselényi Ferenc a királyi gárda oldalára állt. 1648-ban Rákóczi meghalt és ezzel befejeződött a harmincéves háború. 1650 és 1664 között a kapitány Wesselényi Ádám, viszont a főkapitány 1657-től báró Koháry I. István volt. 1652-ben a vár katonai állományát 197 német gyalogos, 300 huszár, 150 hajdú és 25 ágyús képezte.
Az 1667-es évben Koháry báró fia, a császár hűséges követője, Koháry II. István lett a várkapitány. 1672-ben megerősíttette a várat, mintha megérezte volna, hogy szükség lesz rá. Az ő kapitánysága alatt egy másik felkelés volt készülőben, mégpedig gróf Thököly Imre vezetésével. Az Oszmán Birodalom, amely mellesleg a Habsburgok legnagyobb ellensége volt, Thököly segítségére hatalmas hadsereget küldött, de úgy, mintha a vár védelmére küldené. Ezt Thököly kihasználva átpártol a törökhöz. A török-kuruc csapatok 1678-ban támadták meg Füleket, de sikertelenül. 1682-ben még egyszer megpróbálták, ez megpecsételte a város sorsát.
Augusztus 22-én az első török-kuruc alakulatok körülvették a várat és számuk napról napra csak nőtt. Megkezdődött az ostrom. A füleki vár értékét bizonyítja az is, hogy ilyen hatalmas sereget küldött Thökölynek a török szultán. Összesen 60 000 katona ostromolta a várat (Bél Mátyás szerint 100 000). A várvédők száma 4000 volt, a város lakosságát is beleértve.
Thökölyék 20 000 tallérral lefizettek egy Braka András nevű parasztot, hogy gyújtsa fel a házát. Az őröknek kellett volna jelenteniük a tüzet és ezalatt támadták volna meg a várat. Ám a várkapitány ezt megtudta, Brakát felakasztatta és négyfelé vágatta.
Az ostromot Mikes Mátyás szemtanú naplója alapján rekonstruáltuk: szeptember 3-a hajnalán hullottak az első gránátok a várra. Reggel fél hatra a városnak több részét tűz borította, kilencre pedig már az egész lángolt. Szejdi pasa északról, Ibrahim pasa pedig a keleti részről bombázta a várat.
A város és a vár déli oldaláról Apafi Mihály és Teleki Mihály generálisok támadtak. Koháry beljebb húzódott a várba. Csata csatát követett és a védők egyre fáradtabbak voltak. A végkimerültség határán Petróczi, Szirmay és Kezer fölszólították Koháryt, hogy adja föl a várat.
A vár segítségére siettek Nácsy, Csont és Kakukk Gergely alakulatai is. Az esély a vár megmentésére mégis napról napra csökkent, ezért a vár legénysége háborogni kezdett. Viszont a kapitány, mint aki vak, nem akarta észrevenni, hogy a legénység már nem bírja erővel. Csak akkor eszmélt föl, amikor le akarták őt is dobni a várfokról. Ennek ellenére Koháry a várat soha nem akarta föladni és akár a saját testével is védte volna. Akarata ellenére, két hét múlva, 1682. szeptember 10-én a legénység mégis föladta.
A törökök felrobbantották az egész várat. Az egész várost a földdel tették egyenlővé. Fontos iratok és levelek égtek el, valamint a legtöbb városi épület. 1682. szeptember 16-án Ibrahim pasa levelet küldött Thökölynek, amelyben kinevezte a birodalom királyának. A szultán is elküldte neki a királyoknak járó szimbolikus jeleket: palástot, kardot, buzogányt, zászlót és koronát. Thököly az utolsó pillanatban viszont meggondolta magát és nem fogadta el a kinevezést. Továbbra is „csak” a birodalom urának tartotta magát.
A vár történelmi szerepe itt véget ért, nem épült újjá.

### A 19., 20. és 21. században

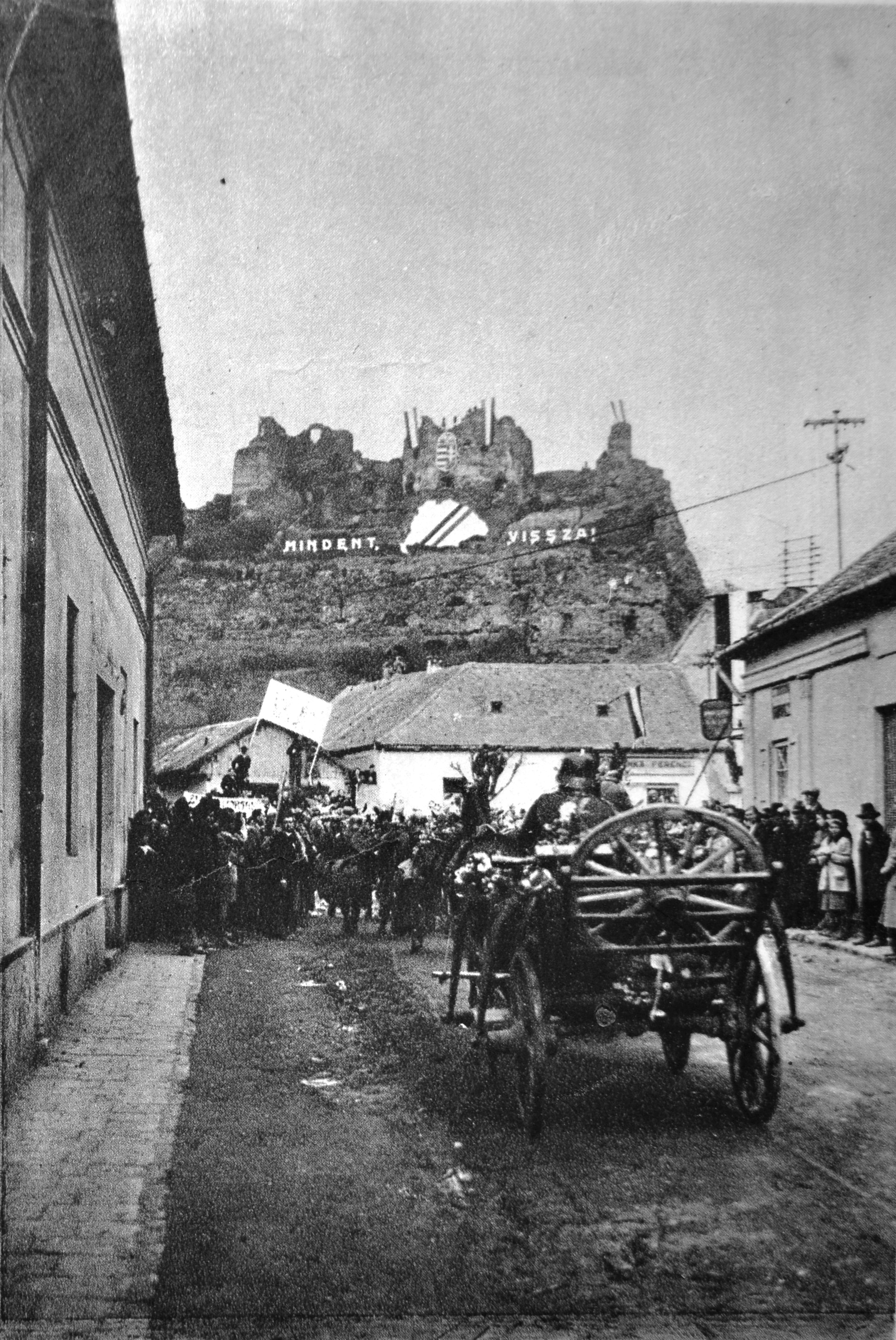
1938. november 10-én Fülek vára visszatért Magyarországhoz

1845-ben Petőfi felrótta a fülekieknek a savanyú bort és azt, hogy a vár vérrel öntözött köveivel töltik fel az utcákat…
Kalmár János régész 1944-ben ásatásokat kezdett a várban. Munkáját a vár középső részével kezdte. A következőkben a fölső udvaron 6 helyiséget tárt föl. Kitisztította a gabona tárolására használt helyiséget és egy kemencét, amelyben valamikor kenyeret sütöttek. A vár középső részén egy víztározót, egy kutat és 3 ágyúállást kutattak át. Északnyugati részén cserépedény-kiégető kemencét találtak. Az ásatásokat a háború szakította félbe.
Leletek: a várban számos kerámiacserepet találtak, amelyek valószínűleg edényekből, poharakból és kályhákból valók. Továbbá leltek még pipákat, kalapácsot, fúrókat, baltát, csákányokat, kaszát, lapátot stb.
A fontos leletek közé tartoznak még: különböző kések, kőműveskanál, étkészletek, ollók, török mécsesek. A személyes tárgyak közül talán az ékszereket és az érméket érdemes megemlíteni.
Fegyvereket szintén találtak: ágyúgolyó-maradványok, török kopjahegyek, harci balták, bárd, lándzsa, szablya, török jatagánok és puskacsövek, vas- és ólom puskagolyók, valamint a hozzájuk tartozó öntőformák. Tömérdek mennyiségű ágyúgolyót is találtak, valamint az ágyú tisztításához szükséges kellékeket, amelyek ma a krasznahorkai múzeumban tekinthetők meg. A lovasságtól főleg patkók maradtak fenn. A második világháború után Budapestről a pozsonyi Szlovák Nemzeti Múzeumba szállították át a leleteket, ahonnan nyilvántartásba vételük után Fülekre kerültek vissza.
A vár rekonstruálását az 1970-es években kezdték el. Felújították a vár lakótornyát, az ún. Bebek-tornyot – ami egyébként a legjobb állapotban maradt meg –, az óratornyot és az ágyúk helyét a vár középső részén.
A vár egyes részei 1993 óta látogatható. 1999. szeptember 8-án a város a Cseres-hegység tájvédelmi körzet közreműködésével megnyitott a várban egy tanösvényt, amely nemcsak a vár történelmét, hanem a várhegy figyelemreméltó geológiai múltját is feltárja látogatói előtt.
2006–2007 között zajlott a város tulajdonában lévő vár Bebek-tornyának műemléki felújítása. 2007 áprilisában jött létre a Füleki Vármúzeum, amely megkapta kezelésbe a várat és az egykori Fülek Városi Múzeum gyűjteményét. 2008 augusztusában nyitott meg a Vármúzeum az ötemeletes Bebek-torony alsó három szintjén.
Szükséges lenne a délkeleti reneszánsz Perényi-bástya és az őrtorony rekonstruálása is. Érdemes lenne teljesen rendbe hozni az óratornyot és befedni, hogy ne menjen még jobban tönkre. Felújítás alatt állnak a fából készült lépcsők is, bár gyakran vandalizmus áldozatává válnak. A vegetáció, a kis fák gyökerei és a gaz szintén komoly károkat tehetnek az alépítményben.

## A Füleki Vármúzeum története
Egy vármúzeum létesítésének ötlete már 1941-ben felmerült Füleken. König Kelemen ferences szerzetes „Várbizottságot“ alapított, mely pénzt gyűjtött az alakuló intézményre és a füleki vár régészeti feltárását sürgető kérvényt küldött a Magyar Nemzeti Múzeumba. A munkát dr. Kalmár János régész 1944-ben kezdte meg, de a közelgő front hosszú évekre megszakította nemcsak az ásatásokat, a múzeumalapítás folyamatát is.
Nógrád szlovákiai részének első máig működő múzeuma 1951-ben a füleki Járási Honismereti Múzeum volt, melyet 1960-ban az akkori közigazgatási reform következményeként Városi Múzeummá fokoztak vissza. 1967-ben a városba költözött a Losonci járás Járási Honismereti Múzeuma, mely 1955-ös alapítását követően a gácsi várkastélyban székelt (1971-től Füleki Nógrádi Múzeum név alatt működött). 1976-ban önálló részlegként ehhez csatolták a Városi Múzeumot. 1967 és 1984 között így a városban két állandó kiállítás is látogatható volt: a Városi Múzeum állandó kiállítása a ferences kolostor földszinti helyiségeiben, valamint a Nógrádi Múzeum állandó kiállítása a Vigadó épületében (a Vigadó 1900-ban épült, 1940-től polgári iskola működött benne). 1984-ben a Nógrádi Múzeumot az épület nem megfelelő állapotára hivatkozva Losoncra költöztették, majd 1988-ban lebontották a kolostorban berendezett állandó kiállítást is. A városka, melynek lakosai hosszú időn át két állandó kiállításra is büszkék lehettek, a rendszerváltás évére múzeum nélkül maradt.
1993-ban új fejezete kezdődött a füleki múzeum történetének. A város kérésének elégett tett a SZK Kulturális Minisztériuma, mint a Nógrádi Múzeum akkori fenntartója, és a Városi Múzeum gyűjteményének egy részét, mely akkor már hat éve őrizetlen raktárakban tengődött, a Fülek Városnak ajándékozta. A megújított Városi Múzeum a Városi Művelődési Központ részlegévé vált, mely állandó kiállítását a Vigadó három helyiségében nyitotta meg 1994-ben. 15 év elteltével azonban szükségessé vált az intézmény átszervezése. A „vármúzeum“ egykori gondolata 2005-ben újra felmerült az önkormányzat fejlesztési tervei között. A 2006–2007-es időszakban lezajlott a város tulajdonában lévő vár Bebek-tornyának műemléki felújítása és a tervezett új funkcióhoz való adaptálása. 2007 áprilisában megalakult a Füleki Vármúzeum, mely kezelésbe kapta úgy az egykori Városi Múzeum gyűjteményeit, mint magát a füleki várat.

## A Füleki Vármúzeum kiállításai
2008 augusztusában a Vármúzeum az ötemeletes Bebek-torony alsó három szintjén megnyitotta „A füleki vár évszázadai“ c. kiállítását, mely a vár és a város történetén vezeti végig a látogatót az első írásos emléktől a vár 1682-es lerombolásáig. A vár makettje mellett kiállításra kerültek az erődítmény feltárása során napfényre került középkori és kora újkori régészeti leletek a Szlovák Nemzeti Múzeumból (középkori magyar királyokat és szenteket ábrázoló kályhacsempék), a vár eredeti kulcsai és a Fülek 39 éves török hódoltságából származó tárgyak. Eredetileg a torony alsó szintjén a környék legjelentősebb régészeti lelőhelyeinek bemutatóhelye került kialakításra. A több mint 3000 éves várgedei bronzkincs néhány darabját és a ragyolci bronzkori temető kerámiaanyagának egy részét egyaránt a losonci Nógrádi Múzeum és Galéria kölcsönözte Fülekre. Hatalmas történelmi és esztétikai értékkel bírnak a Perse határában feltárt avar-szláv és honfoglalás kori övveretek is. 2011-ben a „Gerinces ősmaradványok Fülek környékén“ című paleontológiai állandó kiállítás került az alsó szintre, így az imént említett tárgyak egy emelettel feljebb kerültek.
2017-től a Füleki Vármúzeum megújult és korszerűsített állandó kiállítással várja a látogatókat. A paleontológiai tárlat a Fülek környékéről származó, több mint 20 millió éves gerinctelen ősmaradványokkal és növénylenyomatokkal bővült. A környék történelmét bemutató tárgyakat különböző korabeli rekonstrukciók teszik érdekesebbé, mint például a Persén feltárt avar – szláv temető egyik férfi sírja, a bronzkori ünnepi női viselet, vagy II. Koháry István utolsó várkapitány korhű öltözéke. A történelmi tárlatot gazdagítja két, 18. századi szentet ábrázoló, újonnan restaurált olajfestmény is, csak úgy, mint az elmúlt évtizedben zajló régészeti feltárások új leletanyaga. A torony negyedik szintjén egy nagyképernyős televíziókkal ellátott, új „pihenősarok“ alakult ki. Itt többek között megtekinthető a füleki vár eredeti állapotát bemutató 3D-s videó-rekonstrukció, illetve különböző rendezvények készült felvételek összeállítása is.
Városi Honismereti Múzeum a Füleki Vármúzeum részlegeként dolgozik tovább. Állandó kiállítását 2008 nyarán bezárták, mert az épület felújításra szorult. A széleskörű felújítást követően a múzeum 2014-ben nyitotta meg új állandó kiállítását „A füleki pálmától a világhírű kakasig“ címmel, mely Fülek 1682 utáni történetét mutatja be. A Vármúzeum időszaki kiállításait a Városi Honismereti Múzeum ún. galériájában és a Bebek-torony legfelső emeletén rendezi.
A Fülek 1938–1945 című kiállítást 2018-ban nyitották meg a füleki várhegy oldalába vájt légoltalmi folyosókban. A kiállítás a város második világháború alatt történetét mutatja be. A légoltalmi óvóhelyet 1943–1944 között alakították ki, de teljesen soha sem készült el és nam használták. A kiállítás és az óvóhely a várba szóló belépőjeggyel szabadon látogathat, a csak ezen kiállításra szóló belépőjegy ára 2 euró.

## Képek

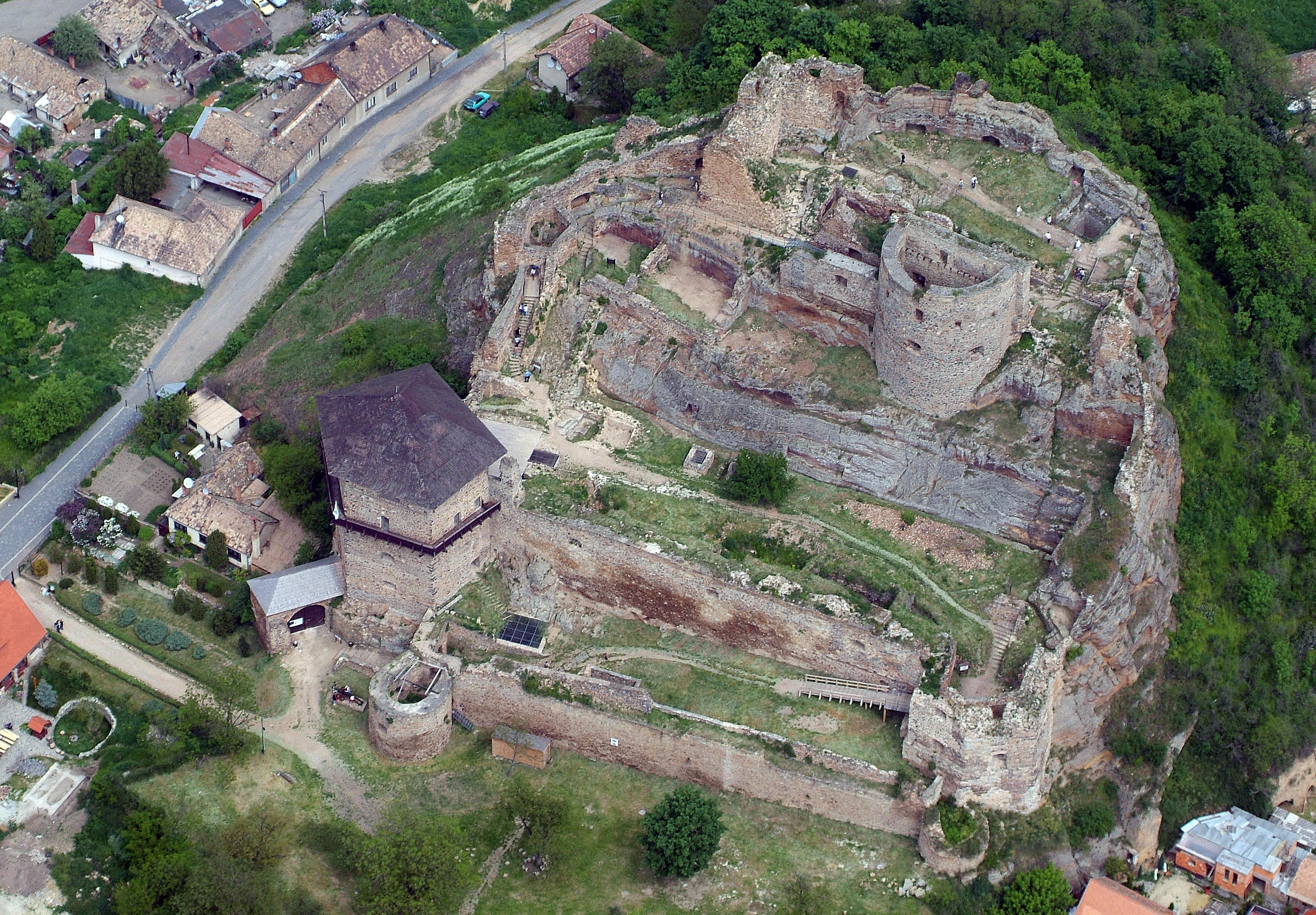
A vár légi fotója
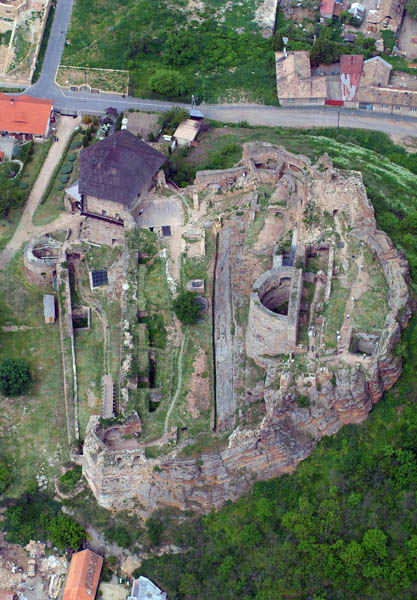
A vár keletről
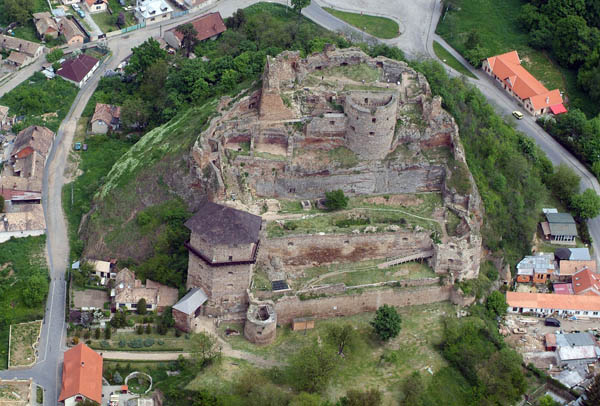
A vár délről
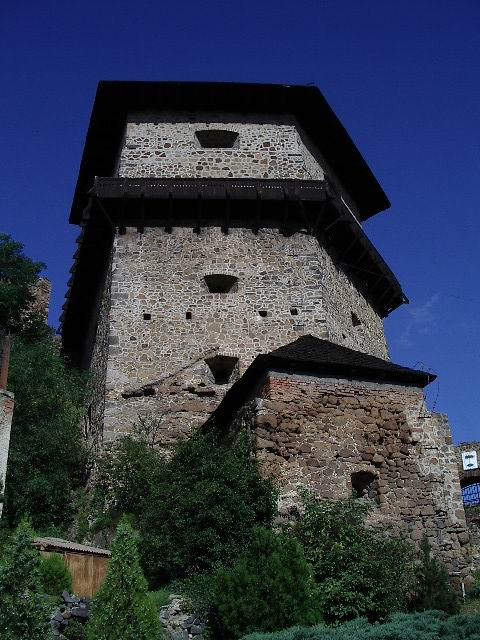
Bebek-torony
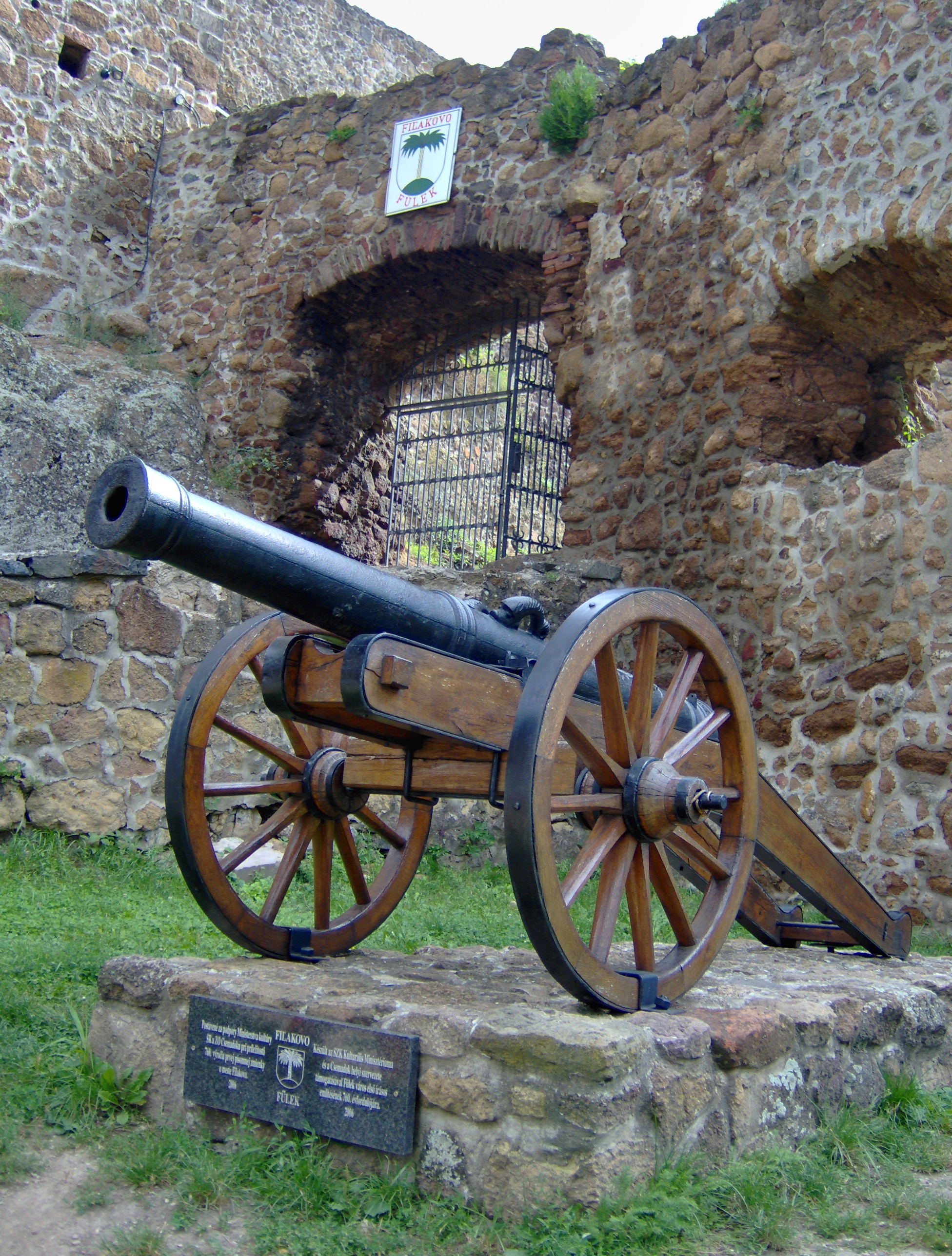
Ágyú

## További hivatkozások
- Füleki Vármúzeum
- Szálláshely Füleken, a füleki vár közelében
- Képek a füleki várról – Muzeum.sk (szlovákul)
- Fülek vára (angolul)
- A Füleki Vármúzeum – YouTube-videó
- A füleki vár a XVII. században (rekonstrukció) – YouTube-videó
- König Kelemen: Fülek vára; Ferences Rendház, Fülek, 1942
- Parti Zoltán: Fülek; Plectrum, Fülek, 2007 (Patrióta könyvek)
- A füleki vár évszázadai. A Füleki Vármúzeum állandó kiállításának kiállításvezetője; összeáll. Agócs Attila; Füleki Vármúzeum, Fiľakovo, 2009
- Komjáti Zoltán Igor: Egyetértésben a közös érdekért. A füleki végvár működtetése, Koháry István főkapitánysága idején, 1667–1682; Vámbéry Polgári Társulás, Dunaszerdahely, 2015 (Discussiones Filekienses)